# Papp Sándor (kémikus)
Papp Sándor (Biri, 1936. március 9. – 2024. november 27.) vegyészmérnök, egyetemi tanár, professzor emeritus, politikus, országgyűlési képviselő. A kémiai tudományok kandidátusa (1973), a kémiai tudományok doktora (1986).
Kutatási területe a szervetlen fotokémia és a környezeti kémia. Kb. 100 tudományos közlemény és tanulmány szerzője.

## Életpályája

### Iskolái
Iskoláit Birin és Nagykállón végezte el. 1954-ben érettségizett a Budai Nagy Antal Gimnáziumban. 1954–1959 között a Veszprémi Vegyipari Egyetem hallgatója volt.

### Pályafutása
1959–1965 között a Veszprémi Vegyipari Egyetem általános és szervetlen kémia tanszékén tanársegéd, 1965–1975 között adjunktus, 1975–1987 között docens, 1981–1992 között tanszékvezető, 1987–2006 között egyetemi tanár. 1962–1988 között a Veszprém Város Vegyeskara tagja, 1965–1986 között a kórus társadalmi elnöke. 1980–1989 között oktatási és nevelési rektorhelyettes. 1981–1992 között a Magyar Tudományos Akadémia Fizikai-Kémiai és Szervetlen Kémiai Bizottság tagja. 
1984-ben a merseburgi egyetem vendégelőadója. 1985–1995 között a Magyar Kémikusok Egyesületének elnökségi tagja. 1987-ben a darmstadti műszaki egyetem vendégelőadója. 1989–1997 között a Brusznyai Árpád Alapítvány kuratóriumi elnöke. 1990-től az Új Horizont Alapítvány kuratóriumi tagja. 1990–2000 között a Környezettudományi Elnökségi Bizottság tagja. 
1992–1994 között a Tiszavasvári Alkaloida Rt. igazgatóságának tagja. 1994–1998 között a Fűzfői Nitrokémia Rt. igazgatóságának tagja. 1995-től a Látóhegyi Baráti Kör elnöke, majd tiszteletbeli elnöke. 1996-tól a Környezeti Kémiai Bizottság tagja. 1996–1998 között a levegőkémiai munkabizottság elnöke. 1997-től a Fischer Mór Képzési Alapítvány (Herend) kuratóriumi tagja. 1998–2003 között a Magyar Kémiai Folyóirat szerkesztőbizottsági tagja. 2000–2003 között a Herendi Porcelánmanufaktúra Rt. igazgatóságának tagja. 2002–2006 között a Magyar UNESCO Bizottság tagja. 2004–2006 között a Magyar Akkreditációs Bizottság tagja; a föld- és környezettudományi szakbizottság elnöke. 2005–2011 között az Országos Környezetvédelmi Tanács tagja.

### Politikai pályafutása
1988–1996 között az MDF tagja és a Veszprém megyei választmány elnöke volt. 1990–1994 között országgyűlési képviselő (Veszprém) volt. 1990–1994 között a Környezetvédelmi bizottság alelnöke volt. 1994-ben, 1998-ban és 2006-ban országgyűlési képviselőjelölt volt. 1995–1996 között az MDF országos választmányi elnöke volt. 1996–2005 között az MDNP tagja volt. 2004-ben európai parlamenti képviselőjelölt (MDF) volt.

## Családja
Szülei Papp Sándor és Gyermán Ilona voltak. Nővére, Vera (1938–1990) villamosmérnök volt. 1966-ban házasságot kötött Németh Erzsébettel. Két gyermekük született: Emília (1968–) és Szilárd (1970–).

## Művei
- Bevezetés a műszaki kémiába (1961)
- Lumineszcencia-spektroszkópia kutatási és alkalmazási problémái (1979)
- Kémiai kötés és molekulaszerkezet (1979)
- Szervetlen kémia II. (1983, 1996)
- Környezetünk kémiája (1986)
- Umweltchemie (R. Kümmellel, 1990; magyar nyelvű kiadás: 1992)
- Környezeti kémia (1992, 2005)
- A határon túli magyar nemzeti közösségek életrajza, 1918–1988. Krónika, táji-történeti elhelyezkedés; összeáll. Papp Sándor; Pannon Egyetemi Kiadó, Veszprém, 1999
- Bevezetés a környezeti kémiába (1999, 2008)
- Biogeokémia. Körfolyamatok a természetben; Pannon Egyetemi Kiadó, Veszprém, 2002
- Fagyöngy-civilizáció (2002)
- Titanic-szindróma. Kis világi eszkatológia; Pannon Egyetemi Kiadó, Veszprém, 2010
- A természet könyve. A teremtett világ a keresztény gondolkodásban; Pannon Egyetemi Kiadó, Veszprém, 2013
- A tudomány kultúrája. Tanulmányok a Pannon Egyetem Irodalom- és Kultúratudományi Műhelyéből; szerk. Papp Sándor, Kovács Gábor, Pannon Egyetemi Kiadó, Veszprém, 2015
- Temetnünk kell-e Európát? Tanulmányok, tűnődések; Pannon Egyetemi Kiadó, Veszprém, 2016

## Díjai
- Apáczai Csere János-díj (1989)
- Magyar Felsőoktatásért Emlékplakett (1994)
- Preisich Miklós-díj (2005)
- Szent-Györgyi Albert-díj (2006)
- A Magyar Érdemrend tisztikeresztje (2012)
- Veszprém díszpolgára (2021)[4]